# Chuck Feeney
Charles Francis Feeney, detto Chuck (Elizabeth, 23 aprile 1931 – San Francisco, 9 ottobre 2023), è stato un imprenditore e filantropo irlandese con cittadinanza statunitense, fondatore di The Atlantic Philanthropies, una delle più grandi fondazioni private al mondo.
Feeney ha fatto fortuna come cofondatore del Duty Free Shoppers Group, che ha aperto la strada al concetto di shopping duty-free. Feeney ha donato parte del suo patrimonio in segreto per molti anni, finché, a causa di una controversia commerciale, la sua identità non è stata rivelata nel 1997. Nel corso della sua vita, Feeney ha donato più di 8 miliardi di dollari.
Feeney era noto per la sua sobrietà, viveva in un appartamento in affitto, non possedeva un'auto o una casa, e volava in classe economica.

## Biografia
Feeney nacque nel New Jersey durante la grande depressione e i suoi genitori erano immigrati irlandesi americani delle tute blu di Elizabeth. La sua ascendenza può essere fatta risalire alla contea di Fermanagh nell'Irlanda del Nord. Feeney si è diplomato alla St. Mary of the Assumption High School di Elizabeth nel 1949; ha attribuito il suo spirito caritatevole alla sua educazione ricevuta alla St. Mary. La sua donazione del 2016 di 250000 $ è stata la più grande nella storia della scuola da parte di un singolo contribuente. Durante la guerra di Corea, Feeney iniziò la sua carriera vendendo liquori duty-free al personale navale americano nei porti del mar Mediterraneo negli anni '50, mentre lavorava come operatore radio della U.S. Air Force .
Si laureò alla Cornell University School of Hotel Administration, dove era un membro dell'Alpha Sigma Phi e membro onorario della Sphinx Head Society.
Era noto per la sua frugalità. Secondo un articolo del The New York Times del 2017, "fino all'età di 75 anni, viaggiava solo in pullman e portava con sé il materiale di lettura in una borsa di plastica". Non possedeva un'auto o una casa e indossava un orologio Casio F-91W da 10 dollari.
Dal 2016 ha vissuto in un appartamento in affitto a San Francisco, con un patrimonio personale stimato in circa 2 milioni di dollari.

## Vita privata
La sua prima moglie, Danielle, è franco-algerina. Al momento del loro primo incontro, lei era una studentessa alla Sorbona. Si sono sposati a Parigi nell'ottobre del 1959, prima con una cerimonia civile in municipio e il giorno dopo in chiesa. Hanno avuto quattro figlie: Caroleen A. Feeney, Diane V. Feeney, Juliette M. Feeney-Timsit, Leslie D. Feeney-Baily; e un figlio, Patrick A. Feeney. Ha divorziato da Danielle tra il 1990 e il 1991.
La sua seconda moglie, Helga, che ha sposato nel 1995, era la sua ex segretaria.

## Duty-Free Shoppers
Il concetto di "shopping duty-free", ovvero l'offerta di beni di lusso ai viaggiatori senza tasse di importazione, era agli albori quando Feeney e il suo compagno di università Robert Warren Miller iniziarono a vendere liquori duty-free ai militari americani in Asia negli anni '50. In seguito, si espansero alla vendita di automobili e tabacco e il 7 novembre 1960 fondarono il Duty Free Shoppers Group (DFS). La DFS ha iniziato la sua attività a Hong Kong, espandendosi poi in Europa e in altri continenti. La prima grande svolta arrivò nei primi anni '60, quando ottenne la concessione esclusiva per le vendite duty-free alle Hawaii, permettendogli di commercializzare i propri prodotti ai viaggiatori giapponesi.
La società si espanse infine in negozi duty-free al di fuori degli aeroporti e in grandi negozi Galleria del centro, diventando il più grande rivenditore di viaggi del mondo. A metà degli anni '90, distribuiva profitti fino a 300 milioni di dollari all'anno a Feeney, Miller e a due partner minori. "I ricchi profitti sono stati ottenuti in gran parte perché DFS, come la maggior parte degli altri rivenditori asiatici, ha applicato un ricarico molto più alto sugli articoli di lusso occidentali rispetto a quanto accadeva in Europa e negli Stati Uniti. A New York, un rivenditore potrebbe vendere una borsa di marca a un prezzo che corrisponde a 2,2 o 2,3 volte il prezzo all'ingrosso. Ma in Asia, il prezzo standard al dettaglio era tre volte quello all'ingrosso".
Nel 1996, Feeney e un partner vendettero le loro partecipazioni nella DFS al conglomerato francese di lusso Louis Vuitton Moët Hennessy. Miller si oppose alla vendita e, prima che una presunta causa legale potesse rivelare che la quota di Feeney non era di sua proprietà ma di The Atlantic Philanthropies, Feeney finì sotto i riflettori in un articolo del The New York Times scritto da Judith Miller. La Atlantic Philanthropies guadagnò 1,63 miliardi di dollari dalla vendita.

## Filantropia
Nel 1982 Feeney fondò la The Atlantic Philanthropies e nel 1984 trasferì segretamente alla fondazione la sua intera quota del 38,75% della DFS, che allora valeva circa 500 milioni di dollari. Nemmeno i suoi partner commerciali sapevano che non possedeva più alcuna partecipazione diretta nella società. Per anni, la Atlantic Philanthropies ha donato denaro in segreto, chiedendo ai destinatari di non rivelare le fonti delle loro donazioni. "Al di là della reticenza del signor Feeney a parlare, 'era anche un modo per ottenere più donazioni - qualche altro individuo potrebbe contribuire per ottenere i diritti di denominazione'". Il beneficiario più grande delle donazioni di Feeney è la sua alma mater, la Cornell University, che ha ricevuto quasi 1 miliardo di dollari in donazioni dirette e da parte della fondazione, compresa una donazione di 350 milioni di dollari che ha permesso la creazione del New York City Tech Campus della Cornell a Roosevelt Island. Attraverso la Atlantic Philanthropies, Feeney ha donato circa un miliardo di dollari per l'istruzione in Irlanda, soprattutto a istituzioni di terzo livello come l'Università di Limerick e la Dublin City University. Feeney ha fatto ingenti donazioni personali all'organizzazione Sinn Féin, un partito nazionalista irlandese di sinistra storicamente associato all'IRA. Feeney ha anche sostenuto la modernizzazione delle strutture sanitarie pubbliche in Vietnam.
Nel febbraio 2011 Feeney è diventato uno dei firmatari del The Giving Pledge. Nella sua lettera a Bill Gates e Warren Buffett, i fondatori del The Giving Pledge, Feeney scrive: "Non riesco a pensare a un modo più gratificante e appropriato per usare la ricchezza che donarla mentre si è in vita, dedicandosi personalmente a sforzi significativi per migliorare le condizioni umane. Ancora più importante, i bisogni di oggi sono così grandi e vari che il sostegno filantropico intelligente e gli interventi positivi possono avere un valore e un impatto maggiore oggi che se fossero posticipati, quando i bisogni sarebbero maggiori". Ha donato i suoi ultimi 7 milioni di dollari alla fine del 2016 alla Cornell, lo stesso destinatario delle sue prime donazioni benefiche. Nel corso della sua vita ha donato più di 8 miliardi di dollari. Al suo apice, la Atlantic Philanthropies contava oltre 300 dipendenti e 10 uffici in tutto il mondo.
Nel luglio 2017, The Atlantic Philanthropies ha notato l'esistenza di un'e-mail di truffa che prometteva pagamenti anticipati e che affermava di distribuire denaro a "individui selezionati casualmente" in tutto il mondo. Il truffatore, per verificare la proprià identità, utilizzava un collegamento all'articolo di Wikipedia che rimandava a un profilo falso di Charles Feeney.
Il 14 settembre 2020, Feeney ha chiuso la The Atlantic Philanthropies, che si era prefissata l'obiettivo di donare tutto il suo denaro entro il 2020. Questo ha aperto la strada all'idea del Giving While Living che consiste nel donare grandi somme di denaro in beneficenza durante la propria vita invece di finanziare una fondazione dopo la morte.

## Riconoscimenti
Feeney è stato soprannominato il "James Bond della filantropia" per la sua segretezza e il suo successo. Nel 1997, il Time lo definì "il filantropo più generoso di qualsiasi americano vivente". Ha evitato la pubblicità anche se ha collaborato alla sua biografia del 2007 intitolata The Billionaire Who Wasn't: How Chuck Feeney Made and Gave Away a Fortune Without Anyone Knowing. Feeney è anche il soggetto di un documentario della RTÉ Factual intitolato Secret Billionaire: The Chuck Feeney Story.
Nel 2010 ha ricevuto il premio Cornell Icon of Industry. Nel 2012 tutte le università d'Irlanda, del Nord e del Sud, gli hanno conferito congiuntamente un dottorato onorario in giurisprudenza. Durante l'anno ha anche ricevuto il "Presidential Distinguished Service Award" dell'Irlanda per gli irlandesi all'estero. Nello stesso anno ha ricevuto anche la UCSF Medal per gli eccezionali contributi personali alla missione sanitaria dell'Università della California, San Francisco. Nel 2014, Warren Buffett ha dichiarato: "Feeney è il mio eroe e l'eroe di Bill Gates. Dovrebbe essere l'eroe di tutti". In occasione del 160º anniversario della creazione del Queensland, il 6 giugno 2019, Feeney è stato nominato "Honorary Queensland Great" per il suo contributo allo sviluppo del Queensland.
Nel dicembre 2020, la Cornell University ha annunciato che avrebbe rinominato East Avenue, una strada che attraversa il centro del campus e si trova accanto alla sua alma mater, la Cornell University School of Hotel Administration, "Feeney Way", in onore dei suoi contributi all'università.